# Bupalus fuscostrigata
Bupalus fuscostrigata är en fjärilsart som beskrevs av Dzuirz 1953. Bupalus fuscostrigata ingår i släktet Bupalus och familjen mätare. Inga underarter finns listade i Catalogue of Life.